# Muzeum tramwajów w Skjoldenæsholm
Muzeum tramwajów w Skjoldenæsholm (dun. Sporvejsmuseet Skjoldenæsholm), zwany także Duńskim Muzeum Tramwajów, jest skansenem poświęconym zabytkowym tramwajom, autobusom i trolejbusom. Znajduje się 65 km na południowy zachód od Kopenhagi, między Ringsted i Roskilde. Muzeum zostało otwarte na terenach należących do zamku Skjoldenæsholm w dniu 26 maja 1978, na pozostałościach po torowisku nieistniejącej od 1936 roku linii kolejowej "Sjællandske Midtbane". Założone i prowadzone przez wolontariuszy z Towarzystwa Historycznego Duńskiego Tramwaju (Sporvejshistorisk Selskab, SHS).
Celem placówki jest zachowanie tramwajów (a obecnie również autobusów i trolejbusów) w stanie gotowym do jazdy.

## Zbiory
Kolekcja została założona w 1965 roku. Składa się głównie z tramwajów i powiązanych artefaktów z Kopenhagi, Aarhus i Odense, trzech duńskich miast, które historycznie eksploatowały systemy tramwajowe, a także tramwajów z wielu innych krajów. Muzeum opiekuje się królewskim tramwajem z Melbourne w Australii.
W 2003 roku muzeum przejęło kolekcję historycznych tramwajów i autobusów, kiedy zamknięte zostało muzeum prowadzone przez lokalne przedsiębiorstwo autobusowe w Kopenhadze (Hovedstadens Trafikselskab). Od tego czasu doszło kilka innych kolekcji. Eksponaty są w różnym stanie, muzeum remontuje tramwaje i autobusy, ale niektóre eksponaty są także wystawiane przed remontem.
Ponieważ dawne tramwaje miały długą karierę, często 50 lat i były modernizowane, muzeum stara się, o ile to jest możliwe ilościowo, rekonstruować poszczególne wersje pojazdu. W przypadku posiadania tylko jednego egzemplarza rekonstruuję się najważniejszą wersje.

## Linie
Muzeum ma na swoim terenie dwie linie tramwajowe:
- 300 metrowe torowisko o rozstawie 1000 mm  dla tramwajów z Aarhus, Flensburga i Bazylei.
- 1500 metrowe torowisko 1435 mm z mijankami, pętlami i sygnalizacją świetlną używane dla tramwajów z Kopenhagi, Odense, Malmö, Oslo, Pragi, Düsseldorfu, Rostocku, Hamburga, Hadze i Melbourne.

W niedalekiej przyszłości będzie otwarta krótka linia trolejbusowa.
W wybrane dni zabytkowe autobusy z Kopenhagi, Aarhus i Odense jeżdżą po okolicach muzeum.

## Budynki
Muzeum posiada 4 remizy tramwajowe, w tym przeniesioną z dzielnicy Valby w Kopenhadze Valby Remise z 1901 roku, halę dla autobusów oraz budynek archiwum.
Remiza nr 1 funkcjonuje jako warsztat, wstęp jest ograniczony ale są obchody z przewodnikiem (niestety tylko po Duńsku). Remiza "Valby Remise" jest podstawową ekspozycją historii tramwajów w Danii. Remizy nr 3 i 4 nie są otwarte dla zwiedzających, w remizie nr 4 planowana jest ekspozycja tramwajów o rozstawie 1000 mm. Hala autobusów zawiera trolejbusy, autobusy i pojazdy zaplecza technicznego eksploatowane w komunikacji miejskiej w Danii. W fasadach remizy nr 3 i hali autobusowej są odtworzone wystawy starych sklepów.

## Godziny otwarcia
Godziny otwarcia i cena biletów są ustalane z roku na rok.